# Bombardeo del Aeródromo de Zaragoza
El Bombardeo del Aeródromo de Zaragoza fue un ataque aéreo efectuado el 15 de octubre de 1937 por las Fuerzas Aéreas de la República Española contra el Aeródromo Sanjurjo situado en las afueras de Zaragoza. Constituyó uno de los mayores éxitos de la Aviación republicana en la guerra.

## Contexto general
En el Frente de Aragón venían produciéndose diversos ataques republicanos aprovechando la debilidad militar de los sublevados y con la intención de capturar las capitales de provincia, especialmente la gran capital, Zaragoza. Entre el 24 de agosto y el 7 de septiembre tuvo lugar la llamada "Ofensiva de Zaragoza", que trató de capturar la capital aragonesa (sin éxito) y que acabaría convirtiéndose en la lucha por la Toma de Belchite. En el mes octubre los republicanos volvieron a lanzar un nuevo ataque, esta vez encabezado por una gran masa de tanques soviéticos BT-5 a través de Fuentes de Ebro, y que volvería a fracasar.
Por otro lado, la Fuerza Aérea republicana mantenía un importante poderío aéreo en Aragón, aunque cada vez se encontraba en mayor inferioridad frente a la aviación sublevada, además de la Legión Cóndor.

## El ataque
Dentro de la ofensiva republicana sobre Zaragoza, el Aeródromo Sanjurjo de Zaragoza (también conocido como Base Aérea de Garrapinillos) era un objetivo de primer orden. Este aeródromo, uno de los principales de los sublevados en Aragón, había sido construido a principios de 1937 por operarios de la llamada Aviación Nacional (las Fuerzas aéreas de los sublevados). Desde el Estado Mayor de las Fuerzas Aéreas republicanas, el comandante Carlos Nuñez Mazas preparó la operación y quedó como comandante en jefe de la misma. El ataque se produjo de madrugada, cogiendo totalmente por sorpresa a los pilotos y equipos de tierra.
Un escuadrón compuesto por 21 "Chatos" del Grupo 26 y 34 moscas "Moscas" del Grupo 21 bombardearon el área de servicio donde se encontraban estacionados los aviones sublevados. El uso concentrado de bombas incendiarias durante el ataque fue clave, dado su alto poder destructivo. El ataque lo emprendió el comandante Leocadio Mendiola (al mando de la 3.ª Escuadrilla del Grupo 12) lograrondo destruir 17 aviones y dañar gravemente otros tantos. Otras fuentes elevan a 30 el número de aparatos destruidos. En total, fueron destruidos 3 bombarderos Junkers 52 y 6 Heinkel 46, junto a 8 cazas Fiat C.R.32. El ataque constituyó uno de los grandes éxitos de la Aviación republicana en la guerra y especialmente en el conjunto de Ofensivas republicanas en el Frente de Aragón, dado el fracaso del Ejército Popular por tomar Zaragoza.